# Тампа-Бей Баккенірс

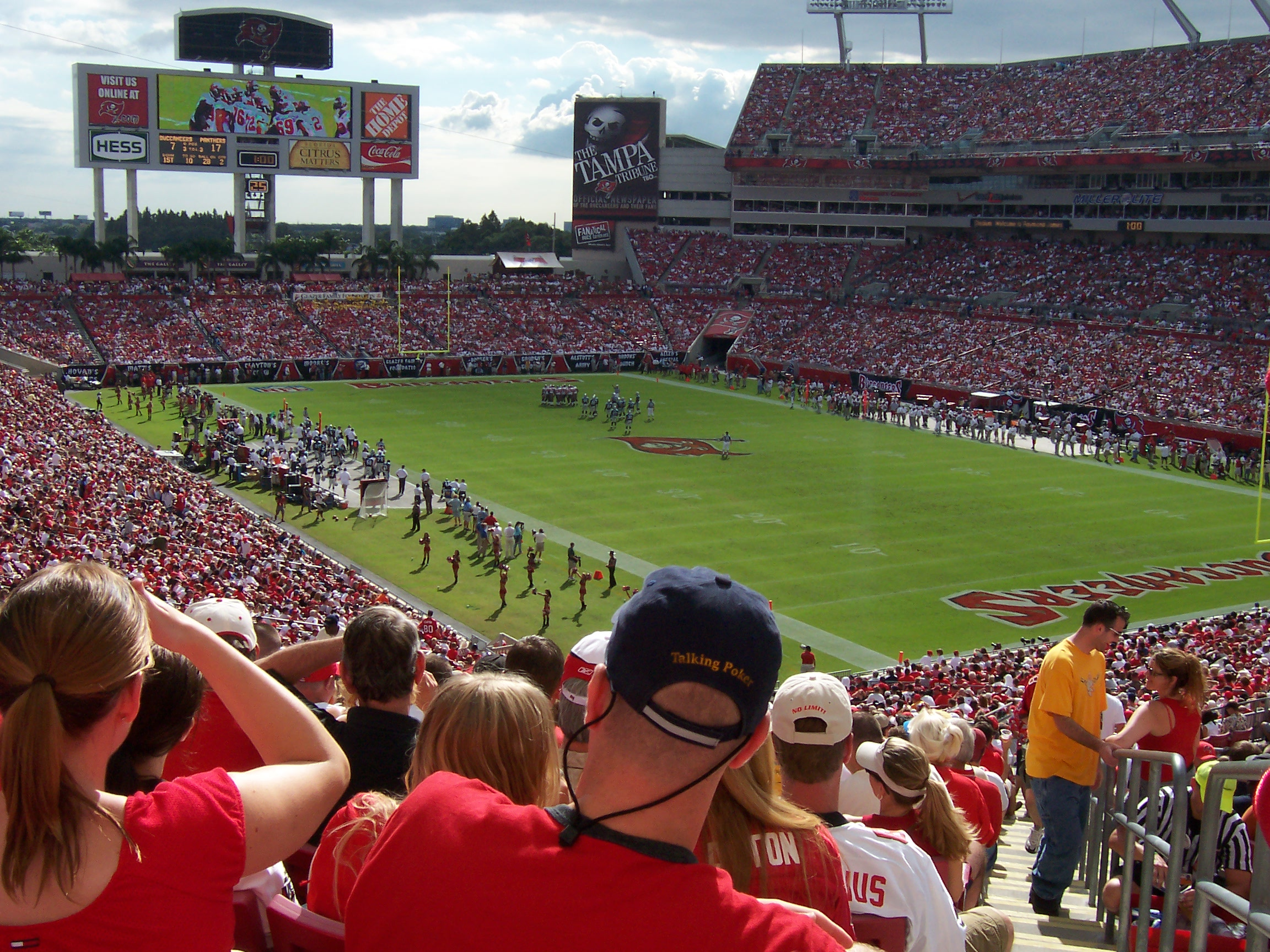
Стадіон ім. Реймонда Джаймса

«Та́мпа-Бей Ба́ккенірс» (англ. Tampa Bay Buccaneers) — заснована у 1976 професіональна команда з американського футболу розташована в місті Тампа. Команда входить до Південного дивізіону, Національної футбольної конференції, Національної футбольної ліги.
Домашнім полем для «Баккенірс» є Стадіон імені Реймонда Джеймса.
Англійське слово buccaneer перекладається українською як буканьєр.
«Баккенірс» вигравали Супербол (чемпіонат НФЛ) (англ. AFC-NFC Super Bowl) у 2002 та 2021 роках.